# Goedemorgen Nederland (KRO)
KRO Goedemorgen Nederland was een dagelijks nieuws- en actualiteitenmagazine, dat vanaf 25 augustus 2008 tot 31 december 2013 iedere werkdag tussen 9.30 en 10.30 uur werd uitgezonden op Radio 1. Het radioprogramma dankt zijn naam aan het gelijknamige tv-programma dat tussen 2002 en 2010 werd uitgezonden. GMNL verving in de vernieuwde programmering op Radio 1 De Ochtenden. Het programma werd gepresenteerd door Sven Kockelmann. Zijn vaste vervanger achter de microfoon was Carl-Johan de Zwart. Eindredacteur van het programma was Fred Sengers.
Op dinsdag 31 december 2013 kwam er na zes jaar een eind aan het programma omdat er vanwege de omroepfusies geen plaats meer voor is. De tijdslotopvolger was De Ochtend dat iedere werkdag van 9.00 tot 12.00 uur werd uitgezonden door de fusieomroep KRO/NCRV.

## Inhoud
GMNL bevatte iedere dag onder meer een live verslag ergens uit het land, een buitenlandonderwerp en een reportageserie. Populair onderdeel van het programma was het Ochtendhumeur, waarin bekende Nederlanders zoals Henk Westbroek, Diederik Ebbinge, Henk Spaan en Koos Postema een column uitspreken over grote en kleine ergernissen van het leven. 

## Televisie
Acht jaar lang werd KRO Goedemorgen Nederland op iedere werkdag (40 uitzendweken, niet in de zomer en rond kerst) uitgezonden van 7.10 tot 8.55 uur op Nederland 1. Het tv-programma bestond uit het weerbericht, filenieuws, krantenberichten, reportages en interviews.
Elk half uur werd het programma onderbroken door het NOS Journaal met vooraf en daarna een reclameblok. Het tweede uur van de uitzending, tussen 8.10 en 8.55 uur, was voor het grootste deel een herhaling van het eerste uur, dat tussen 7.10 en 7.55 uur werd uitgezonden en opgenomen. Alleen bij belangrijk nieuws, sommige aankondigingen en de afsluiting van het programma om 8.55 uur waren weer 'live'.
Na het eerder gesneuvelde ochtendprogramma Ontbijt TV van de KRO begon in 2002 Goedemorgen Nederland, als een samenwerking tussen de omroepen AVRO, KRO en NCRV. In 2004 stapte de AVRO uit dit samenwerkingsverband, omdat het Nederland 2 als thuisnet kreeg. Uiteindelijk bleef de KRO vanaf 4 september 2006 (weer) alleen over.
Vrijdag 11 juni 2010 was de laatste uitzending van Goedemorgen Nederland omdat in het nieuwe televisieseizoen in september de zendtijd werd vergeven aan de nieuwe omroep WNL met het programma Ochtendspits. De laatste gasten waren Petra Grijzen en Alex de Vries, de nieuwe presentatoren.

## Presentatie
Het programma werd vanaf het begin gepresenteerd door Daphne Bunskoek, maar Bunskoek stapte in 2005 over naar RTL. De presentatie van het programma werd overgenomen door Brecht van Hulten. Ook Klaas Drupsteen was sinds dat jaar presentator van het programma. Vanaf het najaar van 2006 kwam de presentatie grotendeels in handen van Mirella van Markus, afgewisseld door Sven Kockelmann. Op 7 april 2009 maakte Van Markus bekend dat ze toe was aan "een nieuwe uitdaging" en dat ze aan het einde van het seizoen zou stoppen met de presentatie van het programma. Kockelmann werd de vaste presentator, behalve vrijdag, en Leo de Later was sinds september 2009 de vaste vervanger en nam de uitzending van vrijdag voor zijn rekening. Na 4 maanden werd de Later alweer vervangen door de jongere Arie Boomsma die vanaf januari 2010 elke vrijdag het programma presenteerde, behalve de laatste die door Kockelmann werd gepresenteerd.

## Trivia
- Hoewel het tweede uur van de televisie-uitzending voor het grootste deel een herhaling was van het eerste uur, probeerde Sven Kockelmann in eerdere seizoenen aan het eind van het laatste interview van het tweede uur de indruk te wekken dat zijn gast nog in de studio aanwezig was. In het laatste shot van het tweede uur keek hij naar links en bedankte de gesprekspartner, die op dat moment 'buiten beeld' leek. Daarna richtte Kockelmann zich tot de kijker en sloot het programma af. Vanaf het seizoen 2009-2010 werd het format gewijzigd: vóór de afsluiting van het tweede uur werd het weerbericht gepland, zodat de presentator daarna in een afzonderlijk shot het programma kon afsluiten.
- De uiteindelijke ondergang van de DSB bank begon in dit programma in oktober 2009 waarbij Pieter Lakeman in een interview DSB klanten adviseerde hun geld daar weg te halen.

Adres Onbekend (NPO Radio 5) · 
Bureau Kijk in de Vegte (NPO Radio 2) · 
De ochtend* (NPO Radio 1) · 
De Ochtend van 4 (NPO Radio 4) · 
De Staat van Stasse (NPO Radio 2) · 

De Taalstaat (NPO Radio 1) · 
De Wild in de Middag (NPO Radio 2) ·
Eerst Jaap (NPO Radio 6) · 
Gijs 2.0 (NPO Radio 2) · 
Helemaal Haandrikman* (NPO Radio 2) · 
Paul!* (NPO Radio 2) · 
PS radio (NPO 3FM) · 
RabRadio (NPO 3FM) · 

Reporter Radio* (NPO Radio 1) · 
Theater van het sentiment (NPO Radio 5) · 
The Real Mackay (NPO Radio 6)
* Programma van KRO-NCRV